# Sportimonium
Het Sportimonium is een museum in België, gewijd aan sport. Het is gevestigd in het strandgebouw in De Plage, een natuur- en recreatiedomein in Hofstade (Zemst) in Vlaams-Brabant. Het Sportimonium begon oorspronkelijk met een onderzoeksproject aan de KU Leuven in de jaren 70. Daar werd de basis gelegd voor een breed sporthistorisch onderzoek in eigen land en werden de eerste voorwerpen verzameld.
Sindsdien is de collectie voortdurend verrijkt, onder meer met privéverzamelingen, met schenkingen van bekende sporters en met archieven van sportjournalisten en sportfederaties. In 2004 werd een deel van de collectie ontsloten voor publiek in de voormalige kleedkamers van het strandgebouw in Hofstade. 
De naam Sportimonium is een porte-manteau (mengwoord) van sport en patrimonium (erfgoed).
Het Sportimonium is het sport- en olympische museum in Vlaanderen dat zich richt op de sport in zijn nationale en internationale context. Het museum bestaat uit een permanente collectie over de Belgische sport, een interactieve opstelling waar bezoekers sportvaardigheden kunnen meten met bekende Belgische atleten, een groot aanbod van gekende en minder gekende volkssporten en een Olympische passage met eerste Olympische vlag en tal van medailles.
Sinds 2015 beschikt het Sportimonium ook over een depot, Preservation Hall Victor Boin, waar de collectiestukken in optimale omstandigheden bewaard kunnen worden.
Sinds 2011 is het Sportimonium erkend door en opgenomen in het Olympic Museums Network (OMN).